# Х-15
Х-15 або РКВ-15 (НАТО: AS-16 Kickback) — радянська аеробалістична ракета класу «повітря-поверхня». Розроблялася з початку 1970-х у МКБ «Радуга», у 1980 році прийнята на озброєння. Літаками-носіями ракети були стратегічні бомбардувальники Ту-22М3, Ту-95МС6, Ту-160. Для підвіски ракет у вантажному відсіку літака монтувалася барабанна установка. Спочатку розроблена як протидіюча ядерна ракета повітря-поверхня, подібна до AGM-69 SRAM Повітряних сил США, а потім з'явилися версії зі звичайними боєголовками.
Ракета після запуску з носія летить балістичною траєкторією до висоти близько 40 км, а потім пікірує на ціль, розганяючись до швидкості 5 Мах. Ракета призначалася для застосування проти стратегічно важливих стаціонарних наземних цілей із заздалегідь відомими координатами.
Станом на початок 2019 року було невідомо, чи перебуває Х-15 на озброєнні, і ходили чутки, що ракету зняли з експлуатації або поставили на зберігання.

## Розробка
У 1967 році МКБ «Радуга» розпочало розробку Х-2000 як заміну важкої протикорабельної ракети Х-22 (AS-4 Kitchen). Розробка Х-15 почалася, очевидно, на початку 1970-х років. Витонченість конструкції зробила ракету придатною для інших ролей, і версія з ядерним боєприпасом була розроблена в тандемі з варіантом зі звичайним озброєнням. Модернізація, що розроблялася, була скасована в 1991 році, але експерти в 1998 році припускали, що модернізована Х-15 може бути встановлена на тактичні літаки Су-35.

## Дизайн
Х-15 піднімається на висоту близько 40 000 м, а потім пікірує на ціль, розганяючись до швидкості приблизно 5 Мах

## Операційна історія
На озброєння надійшла у 1980 році. Ракету можуть нести Ту-95МС-6, Ту-22М3, Ту-160, Су-33, Су-34.

## Варіанти
- Х-15 (РКВ-15) — оригінальний варіант з ядерною боєголовкою та інерційним наведенням
- Х-15П — пасивна ГСН для протирадіолокаційного застосування
- Х-15С — активна радіолокаційна ГСН для протикорабельного використання[2]

## Оператори

### Поточний
- Росія

### Колишній
- СРСР — передана державам-наступникам

## Подібна зброя
- Х-47М2 «Кинджал» — російський гіперзвуковий ракетний комплекс
- КСР-5 — важка протиповерхня ракета, що несеться під крилами Ту-22М
- AGM-69 SRAM — 1000 кг американської ракети до 170 км дальності

## Фотогалерея

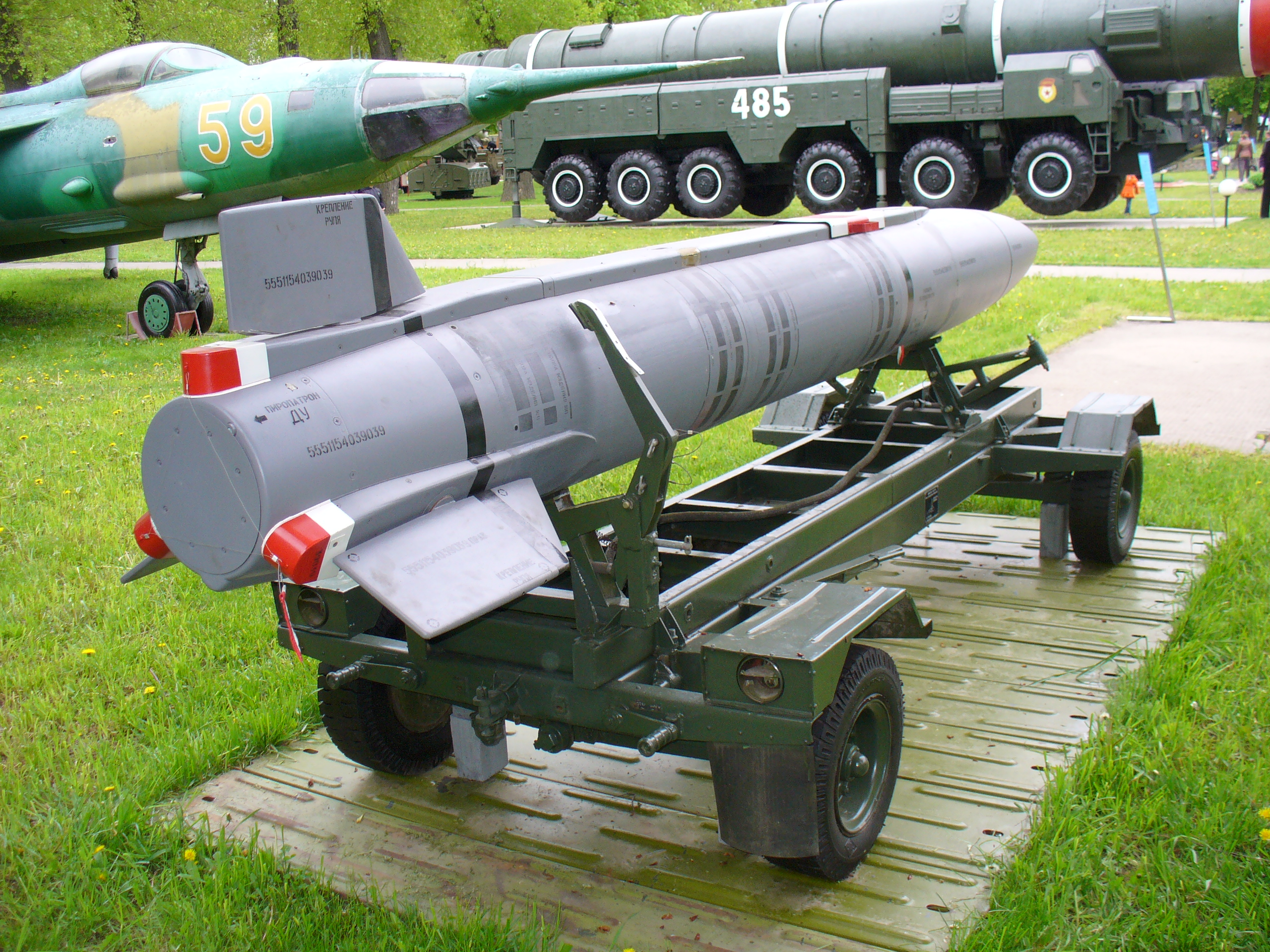
Х-15 ззаду
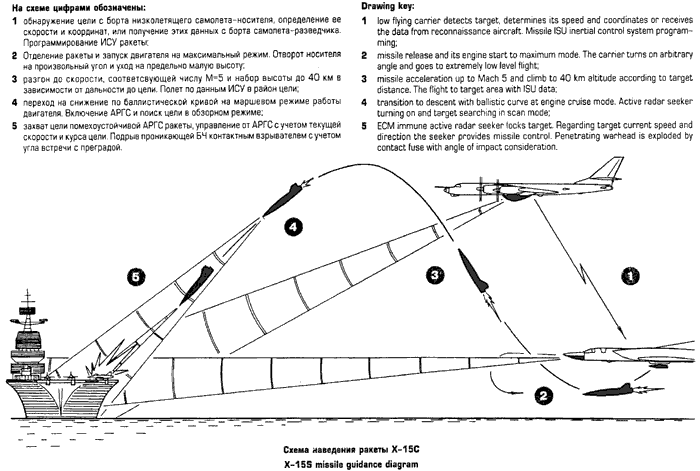
Профіль місії